# محمد كمال جبر
محمد كمال جبر (1948 - 2014) هو كاتب فلسطيني، هو الشقيق الأكبر للروائي الفلسطيني محمد مهيب جبر. وُلد في عام 1948 في بلدة برقة قضاء نابلس بتاريخ 13 سبتمبر/أيلول عام 1948 بعد هجرة عائلته من بلدة كفر سابا في فلسطين المحتلة بسبب الحرب، ثم انتقل مع عائلته إلى مخيم بلاطة القريب من نابلس، فعاش تجربة المخيم في طفولته وشبابه، وقاسى ما يعانيه ابن المخيم تحت البيوت المتواضعة التي تكاد تتداعي، وتفتقد إلى أدنى أسباب الحياة الإنسانية، وفي المخيم أتم دراسته الابتدائية، وأنهى الثانوية في مدينة نابلس. انتقل بعدها إلى عمان حيث التحق بالجامعة الأردنية ليتخرج فيها حاملاً درجة البكالوريوس في الرياضيات، عاد بعد ذلك إلى فلسطين المحتلة ليعمل في حقل التدريس.
كتب محمد كمال جبر المقالة الأدبية، واختص بكتابة المسرحية، وشارك في إخراج عدد من المسرحيات، وكانت له تجربة في فرقة (مسرح الزيتون)، التي تأسست عام 1975 في مدينة نابلس، والتي قدمت عشرات المسرحيات حتى قامت قوات الاحتلال بإغلاقه. ثم عمل بعد ذلك ضمن (فرقة المسرح الحر) التابعة لجمعية أصدقاء جامعة النجاح الوطنية. كما كتب محمد كمال جبر القصة القصيرة وكان أحد مؤسسي الاتحاد العام للكتاب والصحفيين الفلسطينيين - تحت الاحتلال. ومع قيام السلطة الوطنية الفلسطينية عام 1994، عمل محمد كمال جبر من خلال اللجنة الوطنية الفلسطينية للتربية والثقافة والعلوم، ومثلها في عدة مناسبات عربية ودولية، ثم انتقل للعمل مع حركة التحرير الوطني الفلسطيني- فتح، وتولى خلال هذه الفترة رئاسة تحرير مجلة «وعد» التي تصدرها مؤسسة الأشبال والزهرات التابعة لحركة فتح حتى وفاته بتاريخ 11 يوليو 2014.

## مؤلفاته
- مجموعة تضم ثلاثة مسرحيات: «لا بد أن ينزل المطر»، «محاكمة الكبار»، «الذئاب والمدينة»- صدرت عن دار الكاتب، القدس، 1978.
- سبعة وعشرون قصة قصيرة من القصص الفلسطيني في المناطق المحتلة، منشورات آفاق، القدس، 1977.
- شوال طحين (مجموعة قصصية)، نابلس، 1980.
- اللي صار (مسرحية)، دار السوار، عكا، 1980.
- زياد والعصافير (قصة للاطفال)، 1980.
- نعمة الحياة- قصص للأطفال
- رقصة خلد - قصص للأطفال
- رقصة خلد - مسرحية للأطفال
- سقوط القلعة - قصص للأطفال
- التحدي - قصص للأطفال
- فاطمة والقطة (قصة للأطفال)، رام الله، اتحاد الكتاب الفلسطيني، 1991.
- حريق الفصول (مجموعة شعرية)، دمشق، منشورات اتحاد الكتاب العرب، 1999.
- على باب السلطان (مسرحية للأطفال)
- المثل الشعبي الفلسطيني[6]

## وفاته
توفي محمد كمال جبر في 13 رمضان الموافق 11 يوليو/تموز 2014 اثر أزمة صحية بدأت بنوبة دماغية خفيفة لكنها لم تمهله طويلا.